# NGC 7123
NGC 7123 este o galaxie situată în constelația Indianul. A fost descoperită în 24 iulie 1835 de către John Herschel.